# Cmentarz żydowski w Gosiach Dużych
Cmentarz żydowski w Gosiach Dużych – cmentarz żydowski zlokalizowany w lesie, w pobliżu wsi Gosie Duże, po zachodniej stronie drogi łączącej nieczynny przystanek kolejowy Kołaki, położony po wschodniej stronie drogi S8, ze wsią Cholewy-Kołomyja.
Cmentarz na planie prostokąta. W centralnej części głaz granitowy z tablicą „Miejsce uświęcone krwią 1000 obywateli polskich narodowości żydowskiej zamordowanych przez hitlerowców w roku 1941, GRN KOŁAKI 1963 R”.
W 2005 teren został oczyszczony, wykonano nową tablicę. Pracę sfinansował Urząg Gminy Kołaki Kościelne.
6 września 1941 w lesie koło wsi Gosie Duże Niemcy zamordowali około 500 Żydów w podeszłym wieku i chorych z Zambrowa. Tego samego dnia przywieziono, także samochodami ciężarowymi, na to samo miejsce i rozstrzelano około 450 Żydów z Rutek. Akcją kierował gestapowiec Plaumann z placówki SD i Gestapo w Łomży. 